# Торе Алфина (Витербо)
Торе Алфина је насеље у Италији у округу Витербо, региону Лацио.
Према процени из 2011. у насељу је живело 291 становника. Насеље се налази на надморској висини од 572 м.